# Zbiór Wiadomości do Antropologii Muzealnej (ZWAM)
Zbiór Wiadomości do Antropologii Muzealnej (ZWAM) – polskie czasopismo naukowe z zakresu muzealnictwa, muzeologią, antropologii kulturowej, etnologii i etnografii, wydawnictwo Polskiego Towarzystwa Ludoznawczego, powołane w 2012.  
Nazwa czasopisma nawiązuje do historii dyscypliny. Celem ZWAM jest utworzenie forum wymiany myśli naukowej w obszarze: antropologia kulturowa/muzeologia. Poświęcone jest refleksjom na temat współczesnego muzealnictwa, antropologicznego ujęcia muzeum jako zjawiska kultury, odrodzenia krytyki muzealnej. 
Pismo znajduje się w wykazie czasopism naukowych punktowanych przez Ministerstwo Nauki i Szkolnictwa Wyższego. Indeksowane jest w następujących bazach naukowych: Baza Bibliograficzna Czasopism Humanistycznych i Społecznych Bazhum, Central and Eastern European Online Library [CEEOL], ICI Journals Master List, European Refrence Index for the Humanities and the Social Sciences (ERIH PLUS). Czasopismo ukazuje się w wolnym dostępie.

## Układ treści tomów[6]
- Wstęp
- Artykuły naukowe
- Recenzje
- Sprawozdania, komentarze, inne

Wszystkie artykuły podlegają recenzji w trybie double-blind review. Czasopismo działa w zgodzie z Kodeksem Postępowania i według wytycznych Komitetu ds. Etyki Wydawniczej (Committee on Publication Ethics).  

## Skład redakcji (2021–2024)[8]
- Redaktor naczelny: Katarzyna Barańska
- Sekretarze redakcji: Damian Kasprzyk, Katarzyna Maniak
- Redaktorzy językowi: Maria Woźniak (j. polski), Beata Panek (j. angielski)
- Członkowie redakcji:  Hubert Czachowski, Ewa Klekot, Anna Nadolska-Styczyńska, Małgorzata Oleszkiewicz, Maria Wrońska-Friend, Jan Barański